# 藏经楼 (太原)
藏经楼，位于山西省太原市迎泽区迎泽街道青年路二社区迎泽公园内。

## 历史
藏经楼原为太谷县城内资福寺的凤华楼，建于清康熙十三年（1674年），高18米。1950年代太原建设迎泽公园，需要建筑点缀，于是在1958年，将此楼拆卸迁至太原重建，1960年完工。

## 保护
2000年9月21日，藏经楼公布为第二批太原市文物保护单位。